# Panegirik
Panegirik je formalna oblika javnega govora ali pa pisane proze, ki praviloma v kronološkem redu opisuje velika dejanja neke osebe ali stvari v povečini častitljivi obliki in tonu.

## Panegirik v stari Grčiji
Zgodovina panegirika se začne v starih Atenah, ko je panegirik mnogokrat bil uporabljen kot oblika javnega govora. V klasični retoriki je panegirik prepoznaven kot oblika svečanega govora, s tujko epideiktična retorika. Kar pomeni, da je govor demonstrativen. Ta način govora je bil pogosto uporabljen za vajo retorike. Etimološko beseda panegirik izhaja iz Grške besede πανηγυρικός – panēgyriko. Grške besede imajo pogosto različne komponente, ki skupaj sestavljajo en pomen. Zadnji del besede egyriko, ali agyris pomeni skupščina. Prvi del besede pan pa pomeni vsi. Torej bi dobesedni prevod besede pomenil celotna skupščina. Iz tega derativa lahko sklepamo, da je panegirik namenjen vsem zbranim ali vsej skupščini. Izvor te besede sega vse do klasične Grčije, kjer so javni govori imeli drugačen in večji pomen kot ga imajo danes. Javni govori so morali zajemati določena pravila in navade.
Pomembno je, da pri raziskovanju jasno razločimo panegirike od biografij. Današnji smisel biografije je omejen koncept, ki vključuje panegirik kot podzvrst. V časih, ko je bila retorika del vsakdanjih obredov, je panegirik obstajal kot samostojna zvrst. Prav tako je zgodovinski začetek teh dveh zvrsti drugačen. Glavna razlika besedil je prej omenjena epideiktična retorika. Ta stil je izrecno značilen za panegirik. Biografija je prav tako produkt daljše proze, ki zajema veliko podrobnosti življenja opisovane osebe. Panegirik pa zajema samo vrednote in častivredne dejavnosti. Prav tako so panegiriki bili predstavljeni na javnih prostorih. Kot je omenjeno v tekstu Greek Biography and Panegyric in Late Antiquity, je panegirik deloval kot javna predstava.

## Panegirik v rimskem kulturnem prostoru
Kot mnogo elementov grške kulture, so Rimljani od Grkov prevzeli tudi panegirik, katerega so dodelali in prilagodili njihovih kulturnih normam. Ideal panegirika je sedaj postalo takšno besedilo, ki je bilo skladno z visoko latinščino prvega stoletja pr. n. št., posebej s Ciceronskim stilom govorjenja in pisanja.  
V rimski dobi in še posebej v pozni antiki so panegiriki bili namenjeni večinoma za že umrle in so mnogokrat bili prvič predstavljeni na pogrebih. Ob prehodu iz tretjega v četrto stoletje se je zaradi Dioklecijanovih avtokratsko-usmerjenih reform razširila praksa predstavljanja panegirikov na cesarskem dvoru, saj so tako najlažje in najvidneje literati izkazovali čast in slavo ter njihovo osebno spoštovanje do vladarja. Tako je npr. Evzebij iz Cezareje 336 ob trideseti obletnici cesarjevanja Konstantina Velikega sestavil panegirik, kjer je hvalil njegove cerkvene reforme. V času pozne antike so panegiriki postali pomemben del vsakdanjega življenja, saj so s pisanjem le-teh povzpetniški mladeniči, ki so se želeli izoblikovati na področju literature in umetnosti, hitro pridobili patrona. 
Postopoma so panegiriki postajali vse bolj razkošni in so zahtevali od piscev, da so pretiravali pri opisovanju velikih dejanj. Tako so npr. v XII Panegyrici Latini, znani zbirki dvanajstih anonimnih panegirikov, poudarjali, da so izključno cesarji tisti, ki zagotavljajo varnost, blagostanje in dobrohotnost cesarstvu.
Najbolj znan poznoantični pisec panegirikov je bil Enodij –  Magnus Feliks Enodij – nekoliko starejši sodobnik Kasiodora in Boetija, ki je napisal panegirik v čast cesarja Teodozija. Enodij je bil že za čas svojega življenja zelo plodovit pisec, ki je svojim naslednikom zbujal veliko zanimanje, sicer se najverjetneje ne bi ohranilo toliko različnih rokopisov njegovih del. Enodij je za svoj čas zelo izobražen; to izpričujejo njegova dela, saj je v njih mogoče zaslediti tako primere iz grško-rimske mitologije kot iz zgodovine, razvidne pa so tudi reminiscence na različne poganske avtorje, kot so Ciceron, Vergilij, Salustij, Lukan. Enodijevo popularnost je moč razložiti tudi zaradi njegove izobraženosti. V svojih panegirikih je uspel zbrati mnogo informacij, ki so bile ljudem te dobe preljube in zanimive. Tako so skozi čas vsi zgoraj našteti elementi postali stalnica pri panegirikih. Namen panegirikov je bil, da so delovali kot nekakšni literarni spomeniki človekove veličine in so zaradi tega poudarjali posameznikovo civitas, veličino, krepost, modrost in odločnost.

## Panegiriki izven helenističnega sveta
Edina starejša oblika umetnosti, ki je primerljiva po svoji vsebini, je Quasida, tip poezije, najden v perzijsko-arabskem prostoru. V evropskem srednjeveškem prostoru so panegirike zamenjale predvsem viteške sage, v originalni obliki pa se začnejo pojavljati v baročni dobi, kjer so hvalili posamične velike evropske vladarje. 

## Pomembni prevodi panegirikov v modernih evropskih jezikih
- Charles E. V. Nixon, Barbara Saylor Rodgers: In Praise of Later Roman Emperors. The Panegyrici Latini. Introduction, Translation, and Historical Commentary with the Latin Text of R. A. B. Mynors. Berkeley/Los Angeles/Oxford 1994 (beinhaltet die elf spätantiken Panegyrici).
- Panegyrici Latini. Lobreden auf römische Kaiser. Lateinisch und deutsch. Eingeleitet, übersetzt und kommentiert von Brigitte Müller-Rettig.  Wissenschaftliche Buchgesellschaft. Darmstadt, 2008.
- Brigitte Müller-Rettig: Der Panegyricus des Jahres 310 auf Konstantin den Großen. Übersetzung und historisch-philologischer Kommentar (= Palingenesia, Band 31). Steiner, Stuttgart 1990, ISBN 3-515-05540-1 (zugleich Dissertation, Universität Saarbrücken 1989)
- Plinius der Jüngere: Panegyricus (= Texte zur Forschung, Band 51). Herausgegeben, übersetzt und mit Erläuterungen versehen von Werner Kühn (Lateinisch–Deutsch). Wissenschaftliche Buchgesellschaft, Darmstadt 1985.
- Hans Gutzwiller: Claudius Mamertinus. Die Neujahrsrede des Konsuls Claudius Mamertinus vor dem Kaiser Julian. Text, Übersetzung und Kommentar. Lateinisch–Deutsch. Basel 1942.